# Mausolées de La Redoute
Les mausolées de La Redoute sont deux obélisques de l'île de La Réunion, département et région d'outre-mer français dans le sud-ouest de l'océan Indien. Situés à Saint-Denis dans le quartier de La Redoute, ils commémorent les combats qui eurent lieu alentour durant la prise de l'île par les Britanniques en 1810. Ils sont inscrits en totalité à l'inventaire supplémentaire des Monuments historiques depuis le 3 avril 2007,.